# Everything2
Everything2 (también conocido como Everything2 o simplemente E2) es un sitio web comunitario dedicado al almacenamiento de artículos creados por sus usuarios. El sitio pese a no tener una política fija, es regulado y variado donde incluyen temas enciclopédicos, tópicos e información humorística o ficticia.
Fue creado originalmente con el nombre Everything1 y reemplazado años después.